# 88 Thisbe
A 88 Thisbe a Naprendszer kisbolygóövében található aszteroida. Christian Heinrich Friedrich Peters fedezte fel 1866. június 15-én.